# Dashtadem (Aragatsotn)
Pour l’article homonyme, voir Dashtadem (Lorri).
Dashtadem (en arménien Դաշտադեմ ; anciennement Nerkin Talin) est une communauté rurale du marz d'Aragatsotn, en Arménie. Elle compte 688 habitants en 2009.

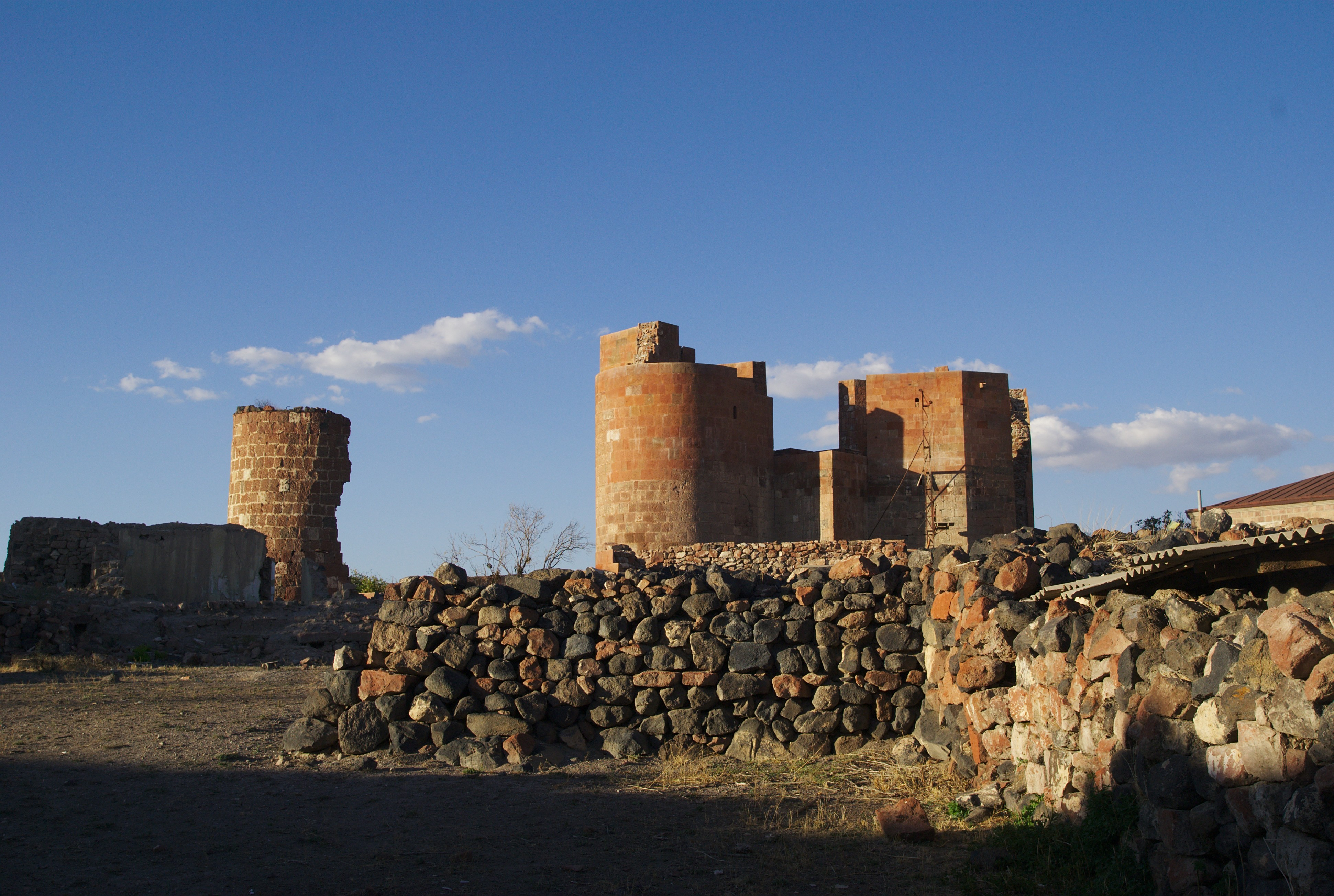
Forteresse de Dashtadem, Xe et XIXe siècles.
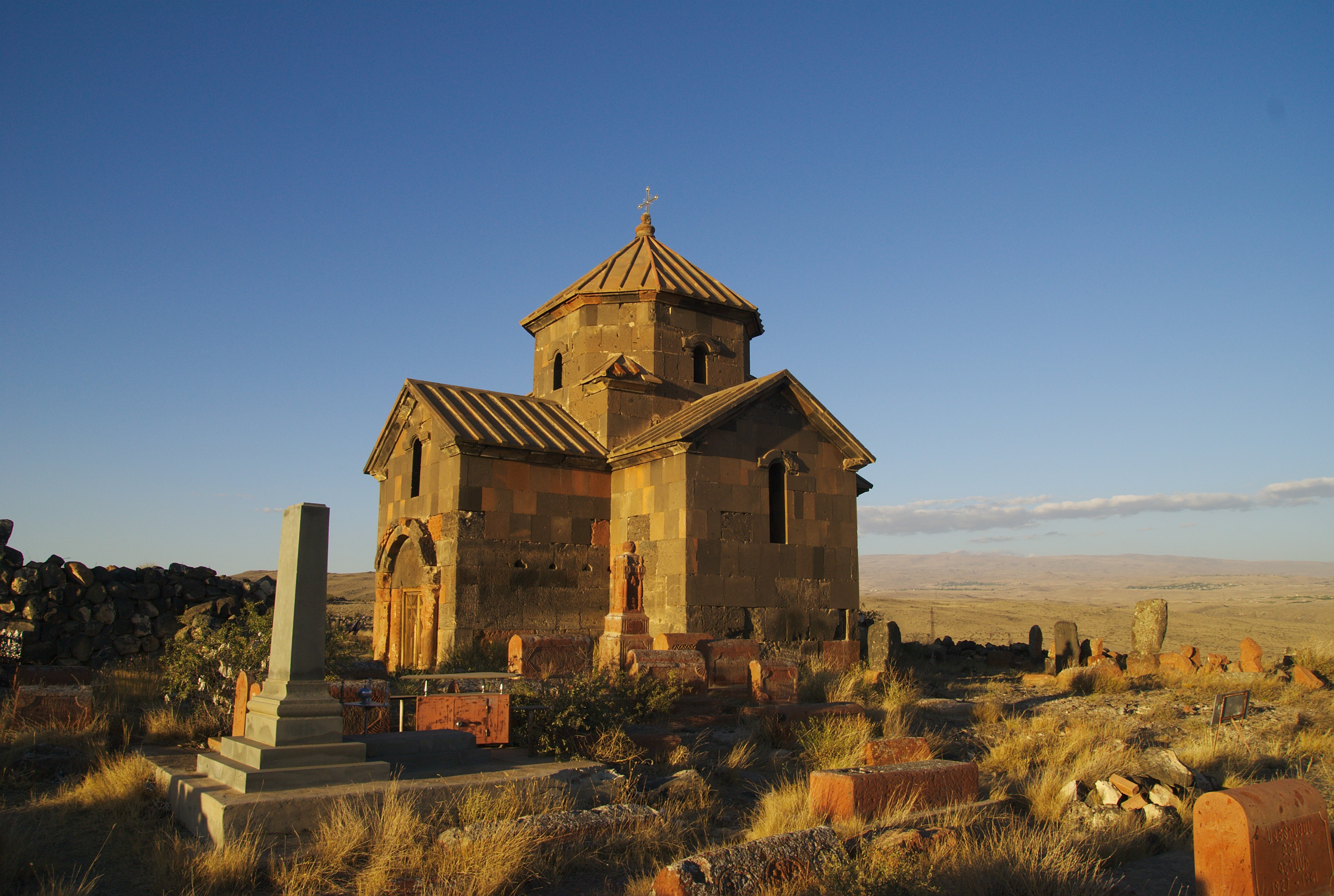
Kristapori Vank, VIIe siècle.